# パム・レイノルズの臨死体験
パム・レイノルズの臨死体験 とは、1991年8月にアメリカ合衆国で記録された臨死体験例である。最も詳細な医学的データが残されたケースとされる。

## 概要
ジョージア州アトランタ出身の女性ミュージシャンであったパム・レイノルズは、1991年8月の時点で動脈瘤を患っていた。通常の脳神経外科の技術ではこの病気を治療する事は不可能だったため、パムはアリゾナ州フェニックス にあるバーロウ神経学研究所のロバート・スペッツラー医師を紹介された。スペッツラーはパムに低体温心停止法として知られる外科手術を施した。
低体温心停止法では、患者の体温を摂氏15～16度にまで低下させ、心拍と呼吸を停止させ、脳波をフラットにし、頭部から脳血流を抜き取った上で手術を行う事となる。パムはこの手術中に臨死体験をした。パムのケースは後に、医師であるマイケル・セイボムにより発見され公に知られる事になった。
2002年には、BBCがパムの臨死体験をドキュメンタリーとして特集した。パム、セイボム、スペッツラーの3名が報道に出演した。

## 手術プロセスと臨死体験の詳細
午前7時15分、手術室に運び込まれた時点ではパムは覚醒しており、点滴をたくさん打たれたことを覚えていた。麻酔薬が打たれるとパムの意識は喪失した。パムの身体は手術台に固定され、両目は乾燥を防ぐためにテープで閉じられた。ここからパムの脳波は継続的に測定され、脳幹の機能の有無を調べるために両耳には100デシベルの音を生じさせるイヤホンがはめこまれた。
午前8時40分、医師や看護婦、麻酔医や人工心臓ポンプ技師たちが入室し、手術が開始された。パムの頭は剃髪され、スペッツラーによるメスで切開された。そしてモーターが内蔵された「骨のこ」がパムの頭蓋を切り取り始めた。
一方その頃、パムの意識は「スペッツラーの肩に座って」手術室全体を眺めていた。「骨のこ」の音を聞いた事により覚醒したパムの意識は、いつのまにか頭部から抜け出していた。パムは看護婦が自分の髪の毛を剃る場面や手術で使用中の「骨のこ」の刃が交換されるシーンを観ていた。
スペッツラーは頭部の切開を終えた後、顕微鏡を用い頭蓋内の手術を始めた。その間、女性の心臓外科医がパムの右鼠径部の動脈と静脈を探し当てた。しかしその血管はバイパス装置に繋ぐためには細すぎる事が判明した。
同時刻、パムは「女の人の声」が、パムの静脈と動脈が細すぎる、と話すのを聴いていた。その血管と繋ぐための心肺バイパス装置も目撃していた。
午前11時、パムの身体の冷却が始まり、体温は摂氏14度まで低下した。5分後にパムの心臓は完全に停止し、同時に脳波も平坦になり、脳幹の機能も低下し始めた。
午前11時25分、イヤホンから発する音への聴神経反応が消失したため、脳幹の機能も停止した事が確認された。そしてパムの身体からは血液が抜き取られた。
その頃、パムは祖母に呼ばれたように感じ、意識を上昇させ始めた。トンネルのような場所を通り抜けたパムは「信じられないほど明るい」光と遭遇した。その中には光で形作られた人々がおり、そのうちの一人が祖母であった。また伯父や祖父など、仲の良かった親族数人と再会した。パムはそれ以上、光の中に入っていけないような感覚に襲われた。親族がパムに光るような養分を与えると、パムは元気を取り戻し始めた。
手術室では、スペッツラーがパムの動脈瘤を切除し終え、温められた血液がパムの体内に再び注入され始めた。すると、すぐに脳幹や脳波は反応を示し、最初の生命兆候が知らされた。
午後12時、パムに心室細動が起きたため、除細動器による電気ショックが行われた。
その頃、パムは仲の良かった伯父に連れ添われ、トンネルの入り口に戻った。するとシーツがかかっている自分の身体が見えた。身体は死体のように見え恐ろしかったが、伯父に押し出されたパムは「氷水のプールに飛び込むように」自分の体の中に飛び込んだ。
午後12時32分、パムの体温はまだ低かったが、生命を維持できる程度には上がっていた。パムの身体からチューブや計器類が引き離され、手術は完了しようとしていた。病院内では「ホテル・カリフォルニア」の音楽が流れ始めた。身体の中に戻ったパムの意識は「ホテル・カリフォルニア」の最後の一節を肉体の耳で聴いた。
スペッツラーの手術報告には「午後2時10分、患者は挿管されたまま回復室に運ばれたが、状態は安定している」と記されている。
パムは幻を見たのだと思い、手術回復後に周りの者にジョークとして話を聞かせた。家族の者は皆笑っていたが、同時に話を聞いていた医師や看護婦、麻酔専門医の表情は硬く「それは幻覚ではないよ」とパムに告げた。

## マイケル・セイボムによる研究
パムの体験は3年ほど公にならなかったが、医師であり臨死体験研究者であるマイケル・セイボムが、バーロウ神経学研究所から報告書を取り寄せ、その研究内容を著書「Light and Death(邦題：「続『あの世』からの帰還」)」で発表した。
パムの報告は、セイボムにより検証された。その結果パムが手術室内で聴いた医師たちの会話は事実であり、時間的にも正確である事が判明した。パムが視覚的に確認したという手術用の「骨のこ」の描写は、わずかな一点を除いて現物に正確であった。
臨死体験の一解釈である脳内現象説においては、側頭葉てんかん説が唱えられる事があるが、パムのケースでは側頭葉発作があった事は認められなかった。医師であるスペッツラーも「この処置の最中に側頭葉発作を起こした患者は見たことがありません」と語っている。

## 批判とレスポンス
パムのケースの際だった点は、パムの脳がほぼ完全に脳死の状態にあった点にある。手術時のパムの脳は「平坦脳波」「脳幹の停止」「脳血流の消失」の3点の条件を満たしていた。
この事例は当初、一部の臨死体験研究者の間でのみ知られていたが、2001年に医学誌ランセット誌上にて、パムのケースを「脳波フラット時の臨死体験」であると認定した医師ヴァン・ロンメルの論文が掲載されると、その解釈を巡って論争が発生した。

### 脳機能停止の時間
まず「脳血流が停止している間にパムに意識があった事は証明されていない」という批判がある。パムは頭部を切開している最中の手術室の光景は描写出来ているが、その後に意識が別の世界に移行しており、脳血流が停止している期間の手術室は目撃していない。従って体験が起きた正確な時間は解らない、という指摘がある。
後に、セイボムはこの批判に応答した。セイボムによれば、パムは臨死体験を途切れのない連続したリアルな体験として描写した。頭部が切開され始めた時間から、「意識が身体に戻って」手術が終了した時刻まで、パムの報告通りに臨死体験が続いていたとすれば、脳が機能停止していた期間も意識が存続していたことになる。(またパムは実際のインタビューで、臨死体験を一続きのエピソードとして語っている。)

### 聴覚残存の可能性
パムは体外離脱により、頭部を切開中の手術室内の状況を見聞きしたが、その時はまだ脳幹の機能が停止していなかった。そして、一般的にしばしば見られるケースとして、手術時に麻酔不足により聴覚が残存していたため、医師たちの会話を記憶していた患者がいる事が既に報告されている。また、定期的に100デシベルのクリック音が出されるイヤホンがパムの耳に装着されていたが、それは聴覚を完全に奪うまでは至らなかった、と見る者もいる。そのため、パムは麻酔不足で手術室の会話を肉体の耳で聞いており、後からそれを体外離脱の記憶と取り違えたのではないか、という疑念が出されている。
セイボムは手術当時のバーロウ神経学研究所のイヤホン技術担当者にインタビューを取り、この意見にも反論している。パムが耳に付けていたイヤホンは耳管をしっかりと塞ぎ、ガーゼとテープで耳全体を覆うものであるため、パムがこれを付けながら重度の麻酔下の中で会話を聞いていた事はありそうにない、と述べている。100デシベルの音はオーケストラのフルボリュームに相当し、「肉体の耳を通せば」必ず聞こえるはずであるが、体外離脱中のパムはこのクリック音は聞いていない。

### 事前情報入手の可能性
パムが描写した「骨のこ」などの手術器具については、手術室に運び込まれ目にテープをされる前に目にしたのだという推測がある。
スペッツラーはこの見解に触れた上で、以下のようにコメントしている。「ドリルなどの器具は無菌状態を保つため、全て隠されていた。それらは箱の中に入っており、患者が深い眠りに入るまで開かれなかったのだ。手術のどのステージも、会話を聞いている観察者などはいなかった。イヤホンの事を考えると普通の方法でパムは会話を聞いていたとは考えられない。私には何が起こったのかもわからない。」
パムは手術後の報告書も見ておらず、また、医療スタッフが彼女に手術の詳細を後に語った可能性については「可能性としてはあるが、実際には考えにくい」とスペッツラーは答えている。
またセイボムとスペッツラーは「麻酔と低体温による脳機能の減退により、(仮に何かを見聞きしても)手術中の記憶は保てなかっただろう」と述べている。

### 記憶変容の可能性
パムが臨死体験をしたのは1991年であり、セイボムが彼女にインタビューをしたのは1994年である。3年のブランクがあるため、その間に記憶が変形されたのではないかと見る者もいる。
オックスフォード大学のChris Carterは、ブルース・グレイソン等による研究を挙げ、これに反論している。臨死体験は通常の体験よりも鮮明に記憶されることが複数の研究により判っている。一例として、グレイソンは、臨死体験から約20年が経過した患者72人に追跡インタビューを取り、その記憶が当初から20年経っても変化が起きていないと確認した。研究者であるウィリアム・サダヘリーもほぼ同様の報告をしている。